# Rajd Szwecji 1996
Rezultaty Rajdu Szwecji (45. International Swedish Rally), eliminacji Rajdowych Mistrzostw Świata w 1996 roku, który odbył się w dniach 9-11 lutego. Była to pierwsza runda czempionatu w tamtym roku. Bazą rajdu było miasto Karlstad.

## Wyniki końcowe rajdu
| Msc.                   | Kierowca               | Pilot                  | Samochód                  | Czas                   | Strata                 | Grupa                  | Punkty                 |
| Klasyfikacja generalna | Klasyfikacja generalna | Klasyfikacja generalna | Klasyfikacja generalna    | Klasyfikacja generalna | Klasyfikacja generalna | Klasyfikacja generalna | Klasyfikacja generalna |
| ---------------------- | ---------------------- | ---------------------- | ------------------------- | ---------------------- | ---------------------- | ---------------------- | ---------------------- |
| 1                      | Tommi Mäkinen          | Seppo Harjanne         | Mitsubishi Lancer Evo III | 4:37.10                | 0.0                    | A8 M                   | 20                     |
| 2.                     | Carlos Sainz           | Luis Moya              | Ford Escort RS Cosworth   | 4:37.33                | +0.23                  | A8 M                   | 15                     |
| 3.                     | Colin McRae            | Derek Ringer           | Subaru Impreza 555        | 4:38.15                | +1.05                  | A8 M                   | 12                     |
| 4.                     | Juha Kankkunen         | Nicky Grist            | Toyota Celica GT-Four     | 4:38.38                | +1.28                  | A8                     | 10                     |
| 5.                     | Kenneth Eriksson       | Staffan Parmander      | Subaru Impreza 555        | 4:39.36                | +2.26                  | A8 M                   | 8                      |
| 6.                     | Thomas Rådström        | Lars Bäckman           | Toyota Celica GT-Four     | 4:40.00                | +2.50                  | A8                     | 6                      |
| 7.                     | Marcus Grönholm        | Timo Rautiainen        | Toyota Celica Turbo 4WD   | 4:41.58                | +4.48                  | A8                     | 4                      |
| 8.                     | Stig Blomqvist         | Benny Melander         | Ford Escort RS Cosworth   | 4:42.56                | +5.46                  | A8 M                   | 3                      |
| 9.                     | Tomas Jansson          | Ingemar Algerstedt     | Toyota Celica GT-Four     | 4:43.54                | +6.44                  | A8                     | 2                      |
| 10.                    | Didier Auriol          | Bernard Occelli        | Subaru Impreza 555        | 4:43.56                | +6.46                  | A8 M                   | 1                      |
| 11.                    | François Delecour      | Daniel Grataloup       | Ford Escort RS Cosworth   | 4:44:43                | +7:33                  | A8 M                   | -                      |
| 12.                    | Piero Liatti           | Mario Ferfoglia        | Subaru Impreza 555        | 4:47:30                | +10:20                 | A8                     | -                      |
| 13.                    | Per Svan               | Johan Olsson           | Ford Escort RS Cosworth   | 4:48:10                | +11:00                 | A8                     | -                      |
| 14.                    | Kenneth Bäcklund       | Tord Andersson         | Mitsubishi Lancer Evo III | 4:51:15                | +14:05                 | N4 M                   | -                      |
| PWRC                   |                        |                        |                           |                        |                        |                        |                        |
| 1 (14.)                | Kenneth Bäcklund       | Tord Andersson         | Mitsubishi Lancer Evo III | 4:51:15                | -                      | N4 M                   |                        |
| 2 (15.)                | Stig-Olov Walfridsson  | Gunnar Barth           | Mitsubishi Lancer Evo III | 4:53:54                | +2:39                  | N4                     |                        |
| 3 (16.)                | Uwe Nittel             | Christina Thörner      | Mitsubishi Lancer Evo III | 4:55:28                | +4:13                  | N4                     |                        |

1. ↑  Litera M przy oznaczeniu grupy do której należy samochód oznacza, iż tylko ci kierowcy zdobywali punkty dla swoich zespołów liczonych w klasyfikacji producentów na koniec sezonu.

## Klasyfikacja po 1 rundzie
Tabele przedstawiają tylko pięć pierwszych miejsc.

### Kierowcy
| Lp. | Kierowca         | Pkt |
| --- | ---------------- | --- |
| 1   | Tommi Makinen    | 20  |
| 2   | Carlos Sainz     | 15  |
| 3   | Colin McRae      | 12  |
| 4   | Juha Kankkunen   | 10  |
| 5   | Kenneth Eriksson | 8   |

### Producenci
| Lp. | Producent           | Pkt |
| --- | ------------------- | --- |
| 1   | Mitsubishi Ralliart | 47  |
| 2   | 555 Subaru WRT      | 43  |
| 3   | Ford Motor Co. Ltd. | 40  |